# Blanzac, Haute-Loire

Blanzac este o comună în departamentul Haute-Loire, Franța. În 2009 avea o populație de 297 de locuitori.